# Lista de deputados estaduais da Bahia da 6.ª legislatura
Essa é uma lista de deputados estadual da Bahia eleitos para o período 1967-1971. Foram 60 eleitos.

## Composição das bancadas
| Partido | Líder                   | Bancada | Posição  |
| ------- | ----------------------- | ------- | -------- |
| ARENA   | Walter Lomanto          | 48 / 60 | Governo  |
| MDB     | Marcelo Ferreira Duarte | 12 / 60 | Oposição |

## Deputados estaduais
| Número | Deputados estaduais eleitos          | Partido | Votação | Cidade onde nasceu     | Unidade federativa |
| 11403  | Walter Lomanto                       | ARENA   | 24.091  | Jequié                 | Bahia              |
| 11648  | Francisco Benjamim                   | ARENA   | 16.088  | Aracaju                | Sergipe            |
| 11123  | Ângelo Magalhães                     | ARENA   | 15.542  | Salvador               | Bahia              |
| 11733  | Paulo da Silva Nunes                 | ARENA   | 15.210  | Ruy Barbosa            | Bahia              |
| 11110  | Wilson Lins                          | ARENA   | 14.020  | Pilão Arcado           | Bahia              |
| 11925  | Horácio Matos Júnior                 | ARENA   | 13.801  | Piatã                  | Bahia              |
| 11249  | Ana Oliveira                         | ARENA   | 13.782  | Serrinha               | Bahia              |
| 11853  | Dilson de Souza Nogueira             | ARENA   | 13.433  | Xique-Xique            | Bahia              |
| 11367  | Félix de Almeida Mendonça            | ARENA   | 13.280  | Conceição do Almeida   | Bahia              |
| 11933  | Hamilton Saback Cohim                | ARENA   | 13.004  | Feira de Santana       | Bahia              |
| 11508  | José Juarez Maciel Hortélio          | ARENA   | 12.857  | Serrinha               | Bahia              |
| 11658  | Eujácio Simões Viana                 | ARENA   | 12.310  | Itororó                | Bahia              |
| 11352  | Honorato Vianna de Castro            | ARENA   | 12.251  | Salvador               | Bahia              |
| 15929  | Clodoaldo de Oliveira Campos         | MDB     | 11.564  | Irará                  | Bahia              |
| 15906  | Marcelo Ferreira Duarte              | MDB     | 11.231  | Salvador               | Bahia              |
| 11209  | Joaquim Ruy Paulino Bacelar          | ARENA   | 11.036  | Inhambupe              | Bahia              |
| 15229  | Osório Villas-Boas                   | MDB     | 10.890  | Salvador               | Bahia              |
| 11153  | Deoclides Gonçalves Sacramento Neto  | ARENA   | 10.883  | Ruy Barbosa            | Bahia              |
| 11241  | Orlando Ferreira Spínola             | ARENA   | 10.817  | Salvador               | Bahia              |
| 11635  | Rodolpho de Queiroz Filho            | ARENA   | 10.788  | Pilão Arcado           | Bahia              |
| 11723  | Urbano de Almeida Neto               | ARENA   | 10.145  | Jitaúna                | Bahia              |
| 11122  | Joir da Silva Martins Brasileiro     | ARENA   | 9.992   | Salvador               | Bahia              |
| 15549  | Abelardo de Albuquerque Velloso      | MDB     | 9.870   | Salvador               | Bahia              |
| 11373  | Henrique Brito Filho                 | ARENA   | 9.666   | São Gonçalo dos Campos | Bahia              |
| 11509  | Ivo Braga                            | ARENA   | 9.561   | Casa Nova              | Bahia              |
| 11274  | Nelson David Ribeiro                 | ARENA   | 9.493   | Camamu                 | Bahia              |
| 15393  | Walson Lopes Alves                   | MDB     | 9.459   | Nazaré                 | Bahia              |
| 11158  | Antônio Brito da Silva               | ARENA   | 8.865   | Ribeira do Amparo      | Bahia              |
| 11297  | Vilobaldo Neves Freitas              | ARENA   | 8.811   | Caetité                | Bahia              |
| 11127  | Augusto José da Costa Lopes Carneiro | ARENA   | 8.809   | Salvador               | Bahia              |
| 11168  | Cristóvão Ferreira                   | ARENA   | 8.638   | Salvador               | Bahia              |
| 11318  | Menandro José Minahim                | ARENA   | 8.446   | Salvador               | Bahia              |
| 11396  | Manoelito Ribeiro Teixeira           | ARENA   | 8.363   | Candeias               | Bahia              |
| 15251  | Gabino Kauark Kruschewsky            | MDB     | 8.268   | Itabuna                | Bahia              |
| 11484  | Adão Fé de Souza                     | ARENA   | 8.064   | Santa Maria da Vitória | Bahia              |
| 11955  | Djalma Bessa                         | ARENA   | 8.043   | Xique-Xique            | Bahia              |
| 11821  | Jairo Azi                            | ARENA   | 8.001   | Lamarão                | Bahia              |
| 11736  | Aloysio da Costa Short               | ARENA   | 7.990   | Salvador               | Bahia              |
| 11884  | José Ildefonso Lôbo                  | ARENA   | 7.971   | Santo Antônio de Jesus | Bahia              |
| 11728  | Edvaldo Brandão Correia              | ARENA   | 7.970   | Cachoeira              | Bahia              |
| 11846  | Oswaldo de Carvalho Bruno            | ARENA   | 7.674   | Bananal                | São Paulo          |
| 11469  | Áureo de Oliveira Filho              | ARENA   | 7.533   | Feira de Santana       | Bahia              |
| 11932  | Clério Correia de Melo               | ARENA   | 7.515   | Macarani               | Bahia              |
| 15193  | Oldack de Carvalho Neves             | MDB     | 7.417   | Caculé                 | Bahia              |
| 11121  | Raulino Franklin de Queiroz          | ARENA   | 7.180   | Palmeiras              | Bahia              |
| 11964  | Araguacy Gonçalves                   | ARENA   | 7.179   | Senhor do Bonfim       | Bahia              |
| 15394  | Henrique Cardoso                     | MDB     | 7.173   | Ilhéus                 | Bahia              |
| 15891  | Oscar Marques                        | MDB     | 6.989   | Feira de Santana       | Bahia              |
| 11238  | José Eloy de Carvalho                | ARENA   | 6.984   | Itacuruba              | Pernambuco         |
| 11949  | Edvaldo Valois Coutinho              | ARENA   | 6.972   | Jacobina               | Bahia              |
| 11435  | Francisco Rocha Pires                | ARENA   | 6.889   | Jacobina               | Bahia              |
| 11715  | Durval Gama Sobrinho                 | ARENA   | 6.870   | Salvador               | Bahia              |
| 11118  | João Bião de Cerqueira e Souza       | ARENA   | 6.812   | São Francisco do Conde | Bahia              |
| 11558  | Accioly Vieira                       | ARENA   | 6.799   | Cícero Dantas          | Bahia              |
| 15337  | Francisco Batista Neves Filho        | MDB     | 6.765   | Caetité                | Bahia              |
| 11534  | Raimundo Rocha Pires                 | ARENA   | 6.671   | São Félix              | Bahia              |
| 11141  | José Carlos Facó                     | ARENA   | 6.459   | Beberibe               | Ceará              |
| 11918  | Humberto Guedes de Araújo            | ARENA   | 6.431   | Santo Antônio de Jesus | Bahia              |
| 15997  | Walter Brandão da Silva              | MDB     | 5.751   | Piritiba               | Bahia              |
| 15310  | Luiz da Silva Sampaio                | MDB     | 5.727   | Salvador               | Bahia              |